# 金雄 (1970年)
金雄（：／ Kim Woong，1970年5月5日—），大韓民國律師、檢察官出身的保守派政治人物，現任第21屆國會議員。

## 經歷
- 1997年通過第39屆司法考試
- 2000年第29屆司法研究訓練所
- 2000年仁川地方檢察廳檢察官
- 2002年慶尚南道昌原地方檢察廳檢察官
- 2004年首爾中央地方檢察廳檢察官
- 2020年1月，新保守黨黨務委員
- 2020年2月，未來統合黨黨務委員
- 2020年5月，第21屆國會議員[1]